# 25309 Chrisauer
25309 Chrisauer este un asteroid din centura principală de asteroizi.

## Descriere
25309 Chrisauer este un asteroid din centura principală de asteroizi. A fost descoperit pe 15 decembrie 1998 la Socorro, New Mexico, în cadrul proiectului LINEAR. Asteroidul prezintă o orbită caracterizată de o semiaxă mare de 2,24 ua, o excentricitate de 0,16 și o înclinație de 1,7° în raport cu ecliptica.